# Valdemar Schmidt (arkeolog)
Johan Henrik Gamst Valdemar Schmidt, född den 7 januari 1836 i Hammel, död den 26 juni 1925 i Köpenhamn, var en dansk orientalist och arkeolog.
Schmidt blev 1859 teologie kandidat och slog sig sedan på studiet av hieroglyfer och kilskrift. År 1860–1861 företog han en resa till Grekland, Egypten och Heliga landet (beskriven 1863) och gjorde sedan många resor i Europa och österlandet samt vann ovanlig kännedom om fornsamlingarna. År 1869 var han generalsekreterare vid arkeologiska kongressen i Köpenhamn (berättelsen härom utgav han 1875), och 1876 deltog han i stiftandet av Det Kongelige Danske Geografiske Selskab samt var senare dess styrelseledamot. År 1869 fick han professors namn, 1873 tog han filosofie doktorsgrad och 1882 blev han docent vid Köpenhamns universitet i egyptologi och assyriologi. Schmidt var en utmärkt medhjälpare åt Carl Jacobsen vid inköpen till Ny Carlsberg glyptotek och författade en beskrivande katalog över dess antiksamling. Vidare utgav han Omrids af Syriens Historie i Oldtiden (1872) och Assyriens og Ægyptens gamle Historie (I–II, 1872–1877) samt några mindre uppsatser om Østerlandske Indskrifter fra den kongelige Antiksamling (1879) och om egyptiska konstsaker eller inskrifter, Choix de monuments égyptiens (I–II, 1906–1910). Schmidt avgick från universitetet 1922. År 1925 utkom Af et langt Livs Historie.